# 吉原英樹
吉原 英樹（よしはら ひでき、1941年4月2日 - 2022年2月7日）は、日本の経営学者。神戸大学名誉教授。位階勲等は正四位瑞宝中綬章。

## 略歴
大阪市出身。1966年神戸大学大学院経営学研究科修士課程修了。占部都美ゼミ出身。神戸大学経済経営研究所助手、1971年助教授、教授。2006年定年退官、名誉教授、南山大学教授。
1981年、占部ゼミの後輩にあたる加護野忠男や、一橋大学商学部の伊丹敬之及び佐久間昭光との、日本初の本格的な日本企業の実証研究『日本企業の多角化戦略 経営資源アプローチ』(共著）で日経・経済図書文化賞受賞。
1988年「戦略的企業革新の研究」で神戸大経営学博士。
2022年2月7日、死去。80歳没。死没日付で正四位に叙され、瑞宝中綬章を授与された。指導学生に谷口真美早稲田大学商学学術院教授など。

## 著書
- 『行動科学的意思決定論』白桃書房 現代経営学全集 1969
- 『多国籍経営論』白桃書房 現代経営学全集 1979
- 『中堅企業の海外進出 6社の成功例にみる』東洋経済新報社 1984
- 『戦略的企業革新』東洋経済新報社 1986
- 『「バカな」と「なるほど」 経営成功のキメ手!』同文館出版 1988　PHP研究所 2014
- 『現地人社長と内なる国際化 グローバル経営の課題』東洋経済新報社 1989
- 『富士ゼロックスの奇跡 なぜXeroxを超えられたか』東洋経済新報社 1992
- 『未熟な国際経営』白桃書房 1996
- 『国際経営』有斐閣アルマ 1997
- 『国際経営論』放送大学教育振興会 2005

### 共編著
- 『日本企業の多角化戦略 経営資源アプローチ』佐久間昭光、伊丹敬之、加護野忠男共著 日本経済新聞社 1981
- 『「非」常識の経営』安室憲一,金井一賴共著 東洋経済新報社 1987
- 『日本企業のグローバル経営』林吉郎, 安室憲一共著 東洋経済新報社 1988
- 『グローバル企業の日本戦略』和田充夫,石田英夫,古川公成,高木晴夫,鈴木貞彦共著 講談社 1990
- 『日本企業の国際経営』編著 同文館出版 1992
- 『外資系企業』編著 同文館出版 1994
- 『英語で経営する時代 日本企業の挑戦』岡部曜子,澤木聖子共著 有斐閣選書　2001
- 『国際経営論への招待』編 有斐閣ブックス　2002
- 『ケースブック国際経営』板垣博,諸上茂登共編 有斐閣ブックス　2003
- 『中国企業の市場主義管理 ハイアール』欧陽桃花共著 白桃書房 2006
- 『ケースに学ぶ国際経営』白木三秀,新宅純二郎,浅川和宏共編 有斐閣ブックス 2013

### 翻訳
- H.A.サイモン『システムの科学 新訳版』稲葉元吉共訳 ダイヤモンド社 1977
- C.A.バートレット, S.ゴシャール『地球市場時代の企業戦略 トランスナショナル・マネジメントの構築』監訳 日本経済新聞社 1990

## 論文
- 吉原英樹